# 天津桥梁
天津桥梁是天津市重要的交通出行方式，目前分为水桥和立交桥两种形式。由于天津地处九河下梢，拥有多条河道，因此，天津也建有大量各式各样的桥梁。近代的开埠，使天津拥有了一些西方开启式钢桥如吊旋的解放桥、金钢桥，平转的金汤桥，平拖的金华桥。桥梁专家茅以升说：“几乎全国的开合桥都集中在天津”。 中华人民共和国建立后，天津的桥梁建设快速发展。目前，天津总共有桥梁一百多座，其中海河上游的桥梁已达20座，平均距离由原来的1.68公里缩短至不到0.8公里，方便了海河两岸交通。另外，由于天津城市的发展和城市公路网的建立，天津的立交桥也成为城市交通的重要组成部分。

## 历史

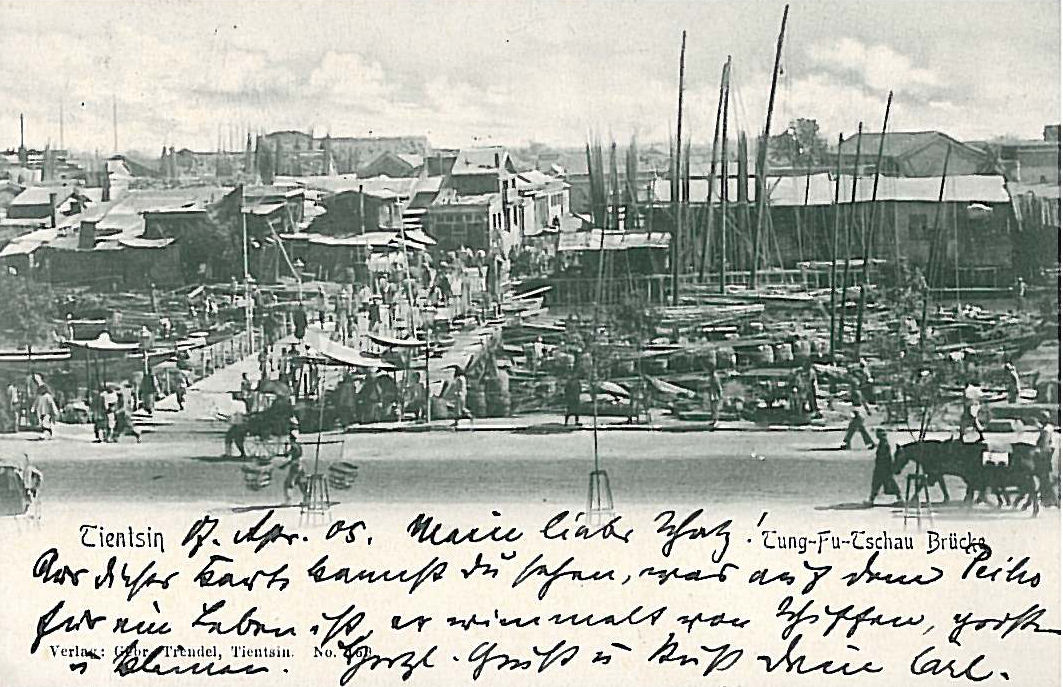
1939年的天津东浮桥

### 浮桥时期
历史上，天津早期的桥梁大都是木桥或石桥。当时一些较大河流如海河、南运河、子牙河、北运河等都是依靠渡船来连接两岸交通。随着漕运和盐业的不断发展，天津日益繁荣。从清康熙末年到同治末年，在一些重要交通河口开始修建浮桥。清康熙五十四年（1715年），在现今的红桥区西沽，天津修建了最早的浮桥。此后，东浮桥、盐关浮桥、院门口浮桥、北大关浮桥、大红桥浮桥、大伙巷浮桥等相继建立。而“浮梁驰渡”也成为清“天津八景”之一。

### 钢桥时期

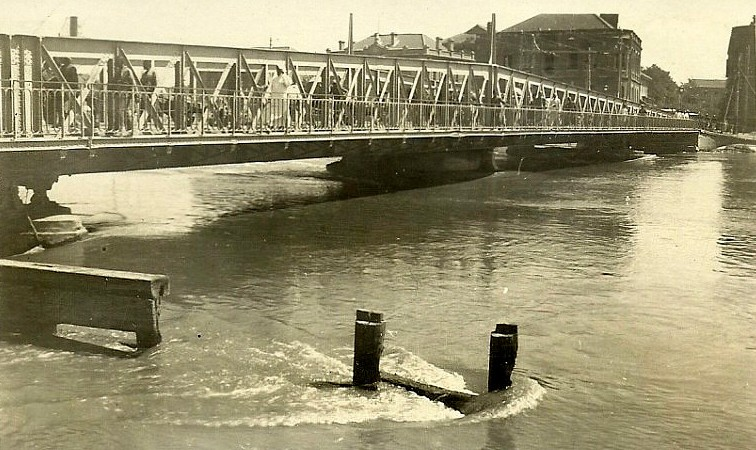
老龙头铁桥

随着天津城市的不断发展，浮桥已经不能满足天津交通的需要。光绪十三年（1887年），天津的第一座钢结构大桥建成。该桥位于今河北区北营门外大街北口与北河口之间，即北运河和子牙河汇合之地。原桥为木制拱桥。1888年，在原址以西改建为铁桥，该桥桥长约40米，形状如彩虹，故又称之为“虹桥”，又名“老红桥”。1924年，该桥因桥身年久失修被洪水冲垮而倒塌。之后，人们在原地修建了一座浮桥以维持交通。1937年，在老红桥西边约0.5公里处建立一座新红桥，也称西河桥，1965年，又改称大红桥，至今仍在使用。当时，大红桥附近是天津市通往冀中的重要内河码头。至今，大红桥仍是红桥区标志性建筑物，也是区内现存的唯一铁桥，是天津市市区仅存的三座开启式铁桥之一。另外，红桥区也是以该桥命名的。 
1888年，天津第一座悬臂式开启桥金华桥在直隶总督行馆前的南运河上建成。这座桥是中国最早的开启式钢桥。
1903年，由美国施特劳斯公司设计并供应材料，中国大昌公司负责安装的金钢桥建成，当时天津老百姓俗称新铁桥。1924年，在金刚桥旁边又另建一座新桥，新桥为立转开启式，很像古代护城河上的吊桥。这座新桥仍沿用金钢桥的名称。
1906年，由天津与奥地利、意大利租界领事署及电车公司合资修建的金汤桥在海河上建成。它中孔作水平旋转，成为启闭式桥梁中的一个新品种。

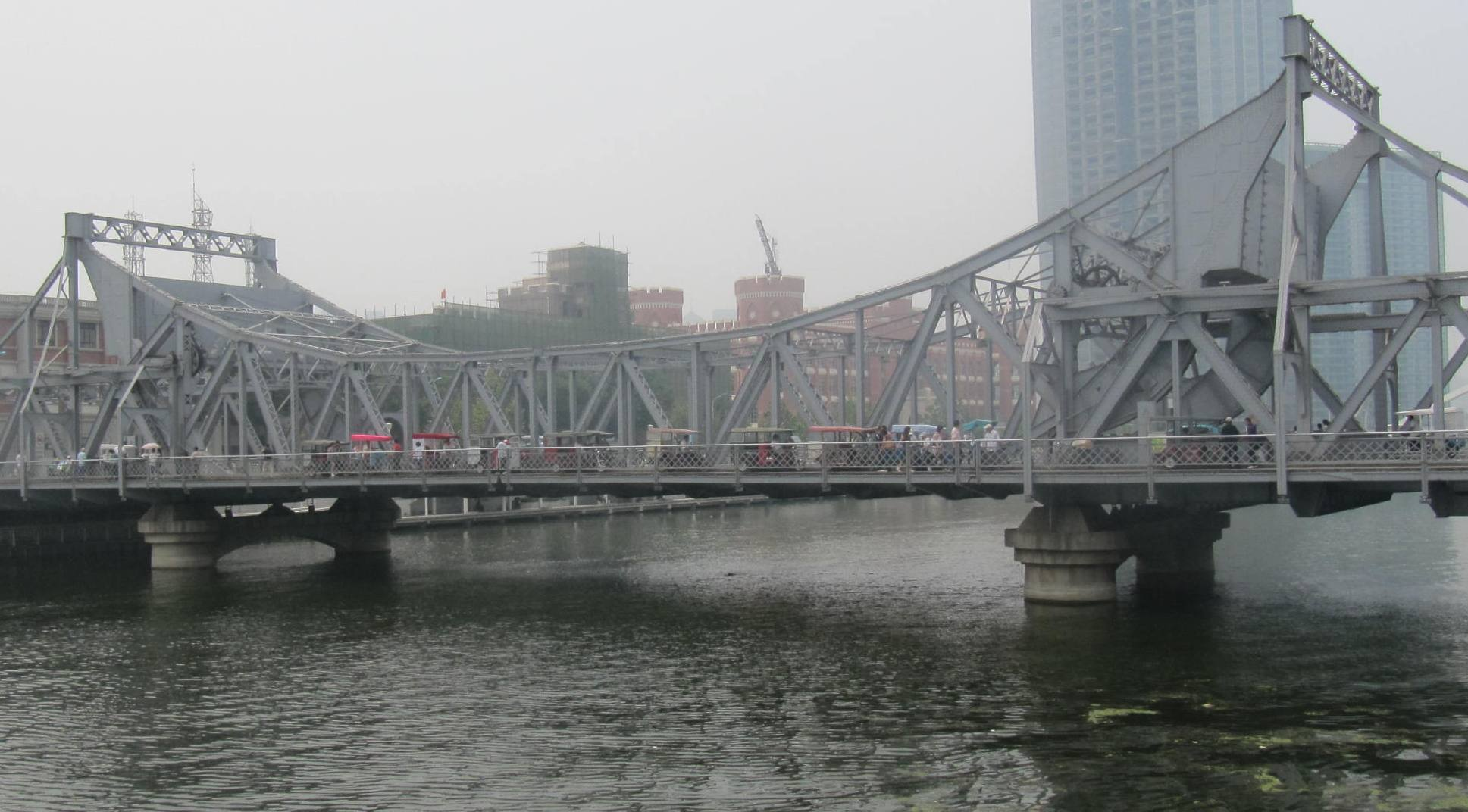
解放桥

1926年，在老龙头火车站旁新建了一座悬臂式开启桥。因为当时该桥处在各国租界地之内，所以被称为万国桥。此后，这座桥又先后被改称为中正桥和解放桥。解放桥也是现今全中国旧钢桥中唯一还能开启的桥。
1985年，海门大桥作为中国第一座最大的垂直提升式钢结构跨河大桥建成。海门大桥的总长903米，中孔跨度64米，为活动孔。在活动孔两侧还建有45米高的提升钢塔架，作为开启通航道。海门大桥开启时，净宽60米、净空高31米。
1987年12月，一座采用先进建桥技术修建的大型公路桥永和大桥建成。该桥全长510米，中孔主跨径为260米，桥面宽14.5米，两岸的门式塔柱高55.5米，共有44对钢质缆索，采用钢索斜拉悬挂的桥梁结构形式。

## 跨河桥

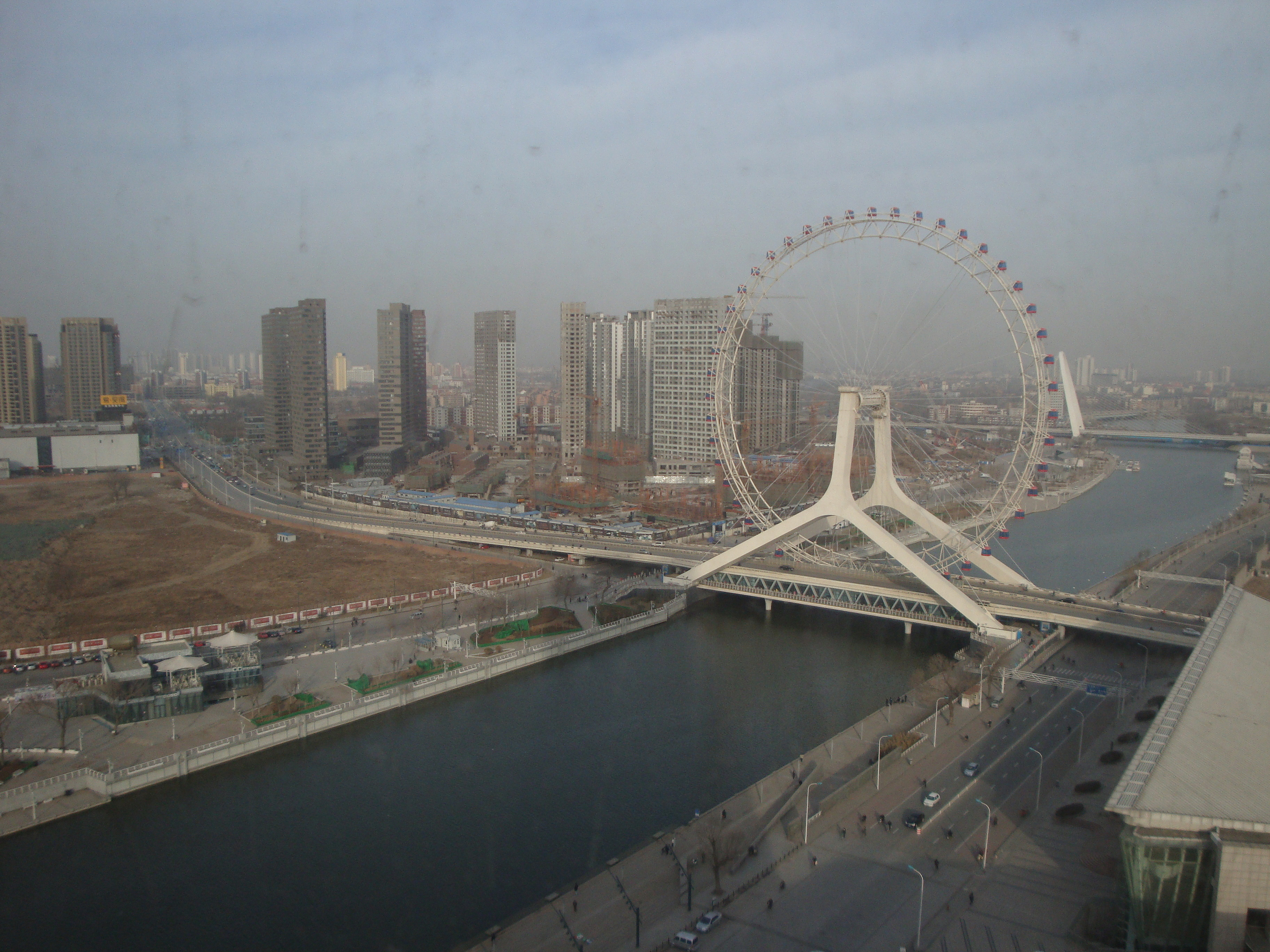
永乐桥

### 海河桥梁
目前，海河之上的桥梁有永乐桥、金钢桥、狮子林桥、金汤桥、进步桥、北安桥、大沽桥、解放桥、赤峰桥、金汇桥、大光明桥、金阜桥、直沽桥等。其中，永乐桥上的天津之眼摩天轮是世界上唯一的跨越河流的桥上摩天轮；2006年大沽桥荣获世界著名桥梁大奖——尤金·菲戈奖。

### 南运河桥梁
金钟桥、金华桥、新三条石桥、爱民桥、团结桥、大丰桥、井冈山桥、卲公庄闸桥、芥园桥、咸阳桥、密云桥

### 北运河桥梁
勤俭桥、北洋桥、辛庄桥

### 子牙河桥梁
子牙河立交桥、子牙河大桥、新红桥、大红桥、西河大桥、外环线子牙河桥

## 立交桥
- 天津内环线：卫国道桥---金狮桥
- 天津中环线: 普济河道桥---铁东路桥---仓联庄桥----盐坨桥---民权门桥---顺驰桥---东风桥---东兴桥---中山门桥---解放南路桥---八里台桥---王顶堤桥---西青道桥---勤俭桥
- 天津快速路：宾悦桥---中石油桥---紫金桥---津谊桥---郁江桥---海津大桥---昆仑桥---津昆桥---卫昆桥---金钟路桥---辰泰桥---南仓桥---天平桥---天河桥---青云桥---云河桥---雅安桥---复康路桥

## 桥梁图像

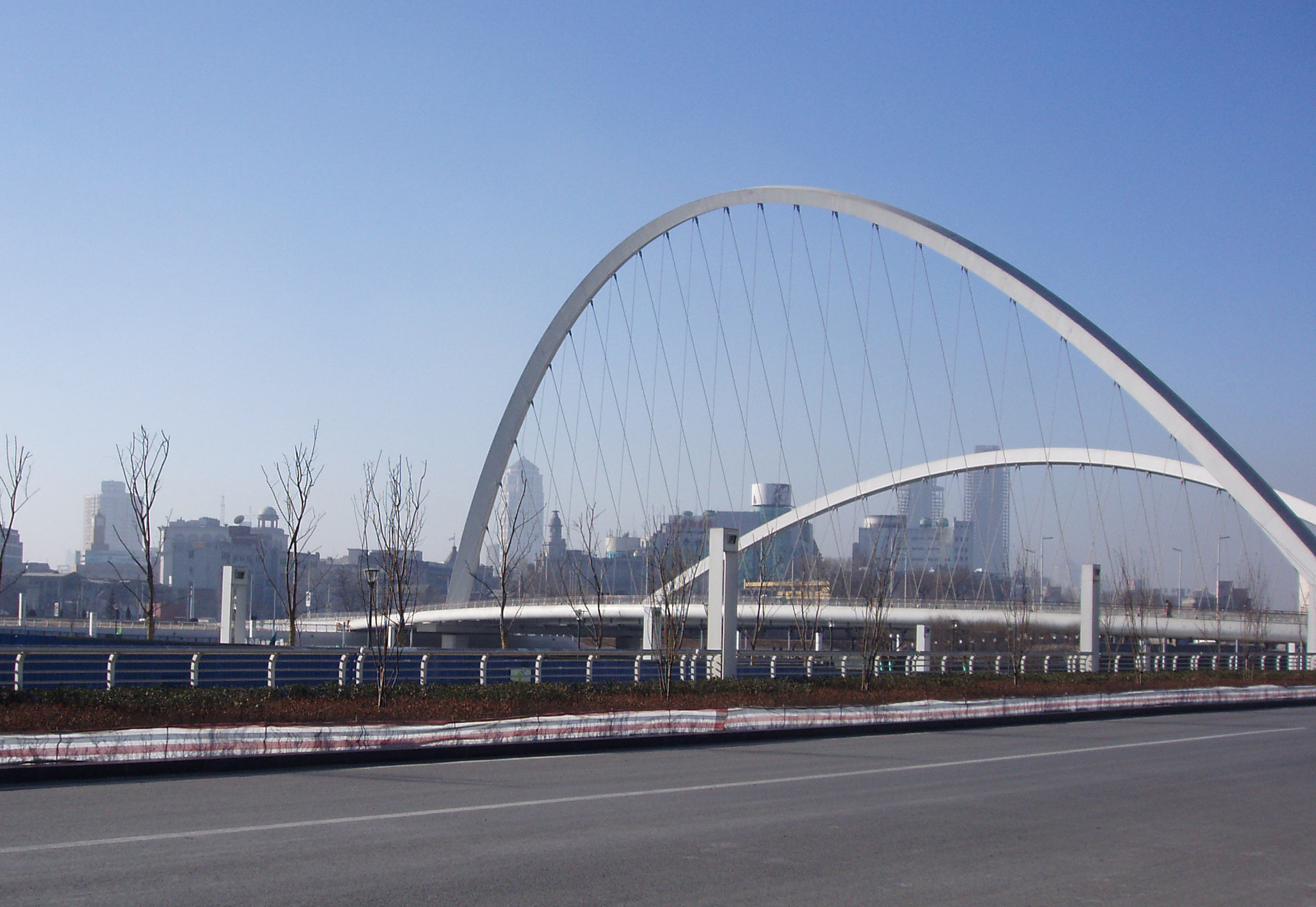
大沽桥
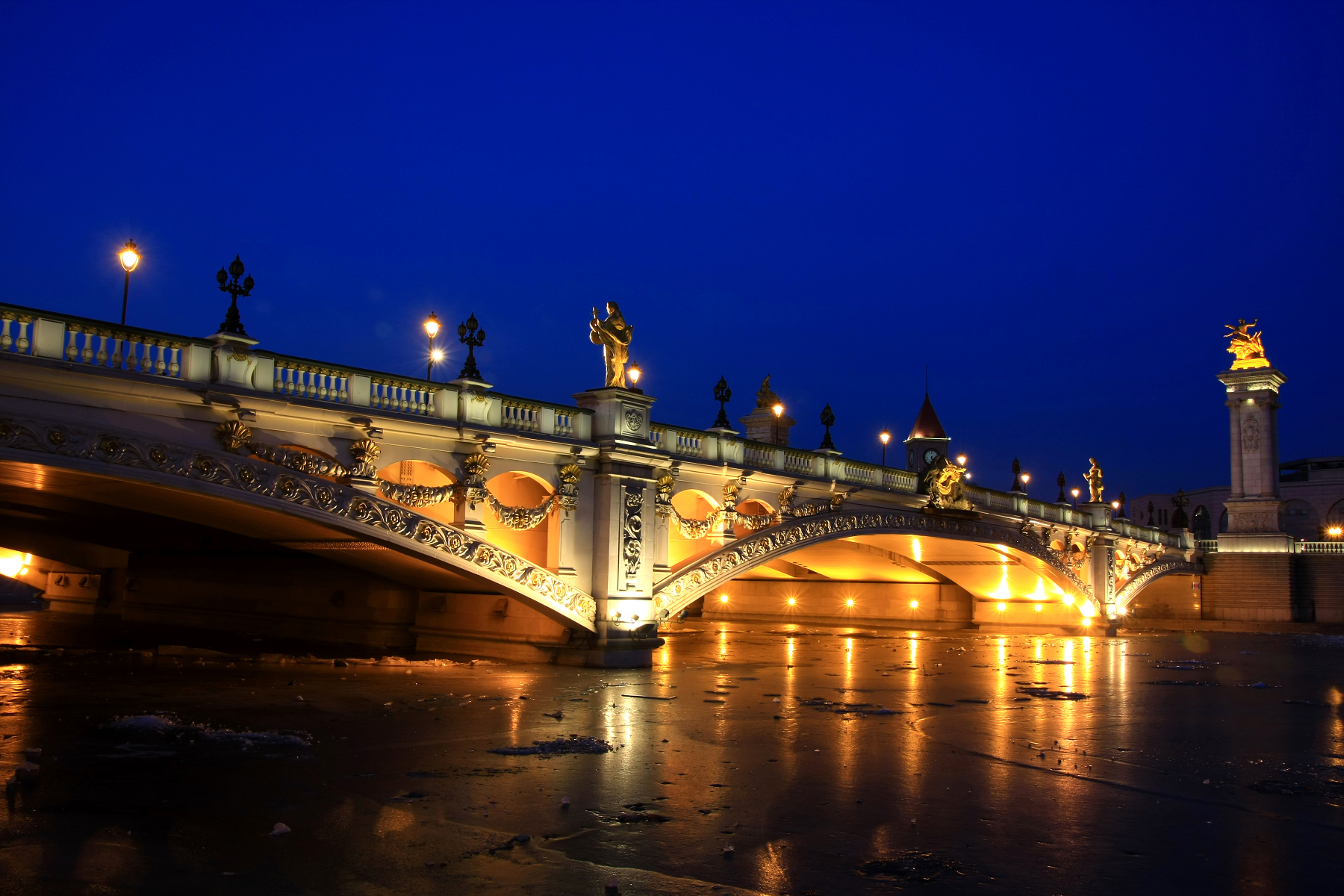
北安桥
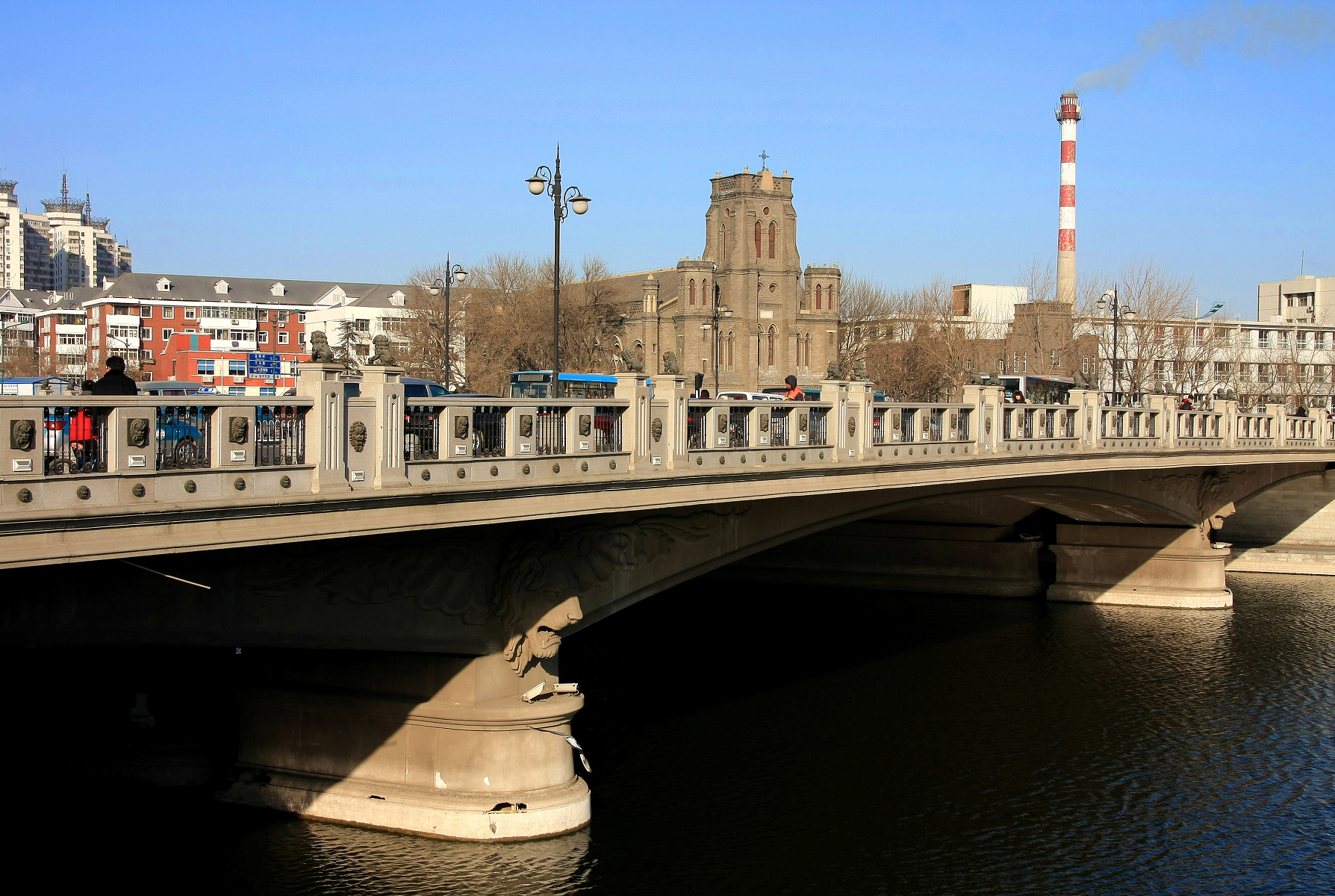
狮子林桥
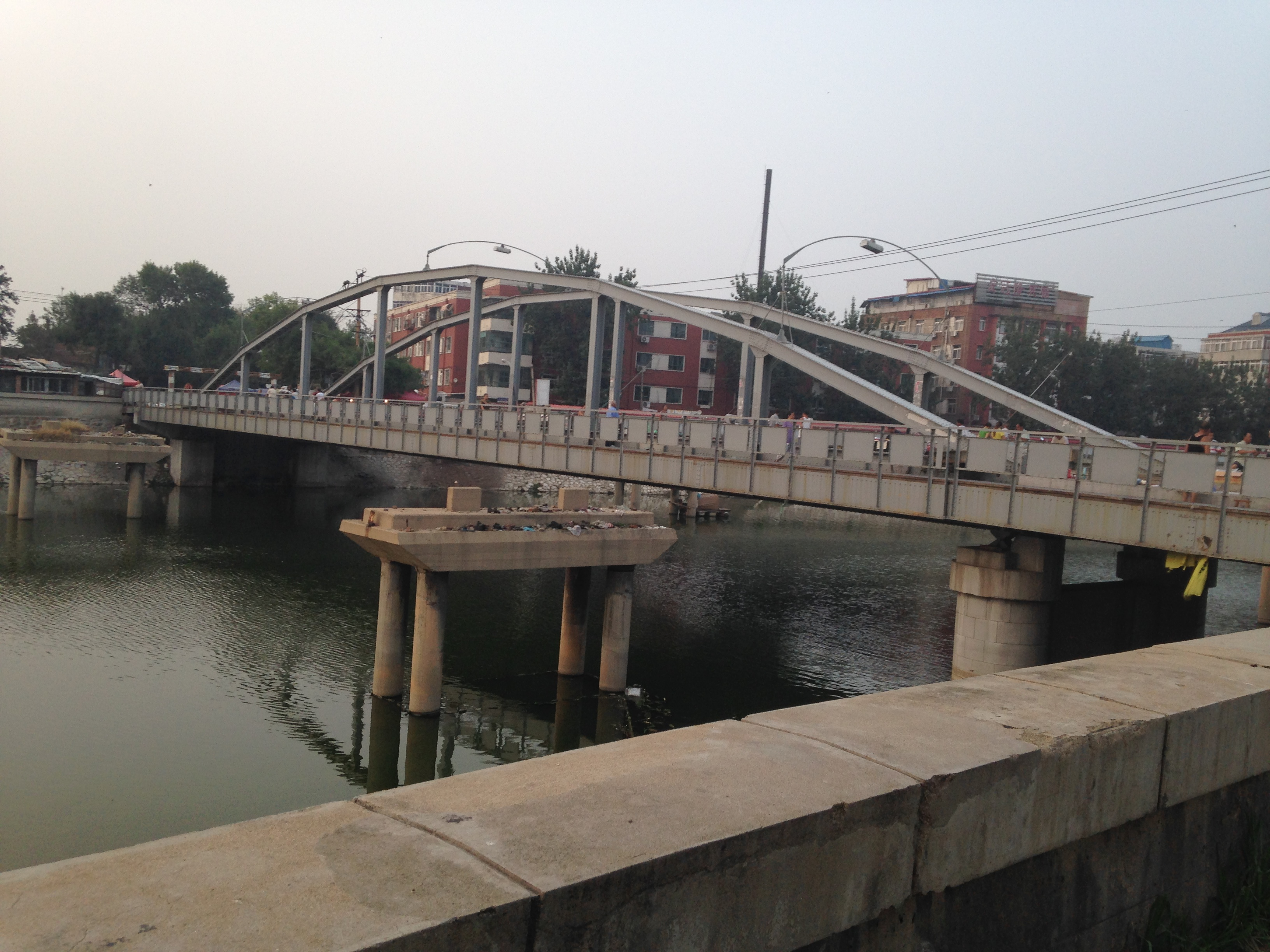
大红桥